# Casa de la Cultura de Itagüí (Colombia)
La Casa de la Cultura de Itagüí,  es una casa que tiene como finalidad promover el arte y la cultura en la población. Está ubicada en la Calle 36 No: 57-59, en la ciudad de Itagüí, en Colombia.////

## Construcción
La casa de la cultura se construyó a partir de una donación que el filántropo colombiano Diego Echavarría Misas  hizo a la ciudad en el año de 1951. El arquitecto encargado Eduardo Caputi, de ascendencia italiana.

## Actualidad
En la actualidad la Casa de la Cultura de Itagüí se realizan distintas actividades de tipo artístico y cultural. Muchos grupos y orquestas han salido de este recinto; además hay docentes que dictan clases de música, literatura y danza. Es un sitio predilecto para muchos estudiantes y habitantes de la ciudad para leer y cultivar las distintas expresiones artísticas y culturales.